# Inc.
Inc.（インク）は、主に米国や北米で発行されている事業主・中小企業向けの月刊誌である。
Bernie Goldhirshが創業、創刊号は1979年4月に発行された。
成長著しい米国企業のトップ500をランキング形式で発表する"Inc. 500"の発行元としても知られており、ウェブサイトでは、事業主向け情報や、ビジネス関連のニュースを掲載している。
2005年にはモーニングスター社の創業者であるJoe Mansuetoによって買収され、現在、Inc.とその姉妹誌であるFast Company magazineはMansueto Venturesの傘下にある。
現在は、ニューヨークに本社を置き、最高経営責任者のJohn Koten、編集長のEric Schurenbergらによって運営されている。